# Waliso
Pour le district voisin, voir Waliso (woreda).

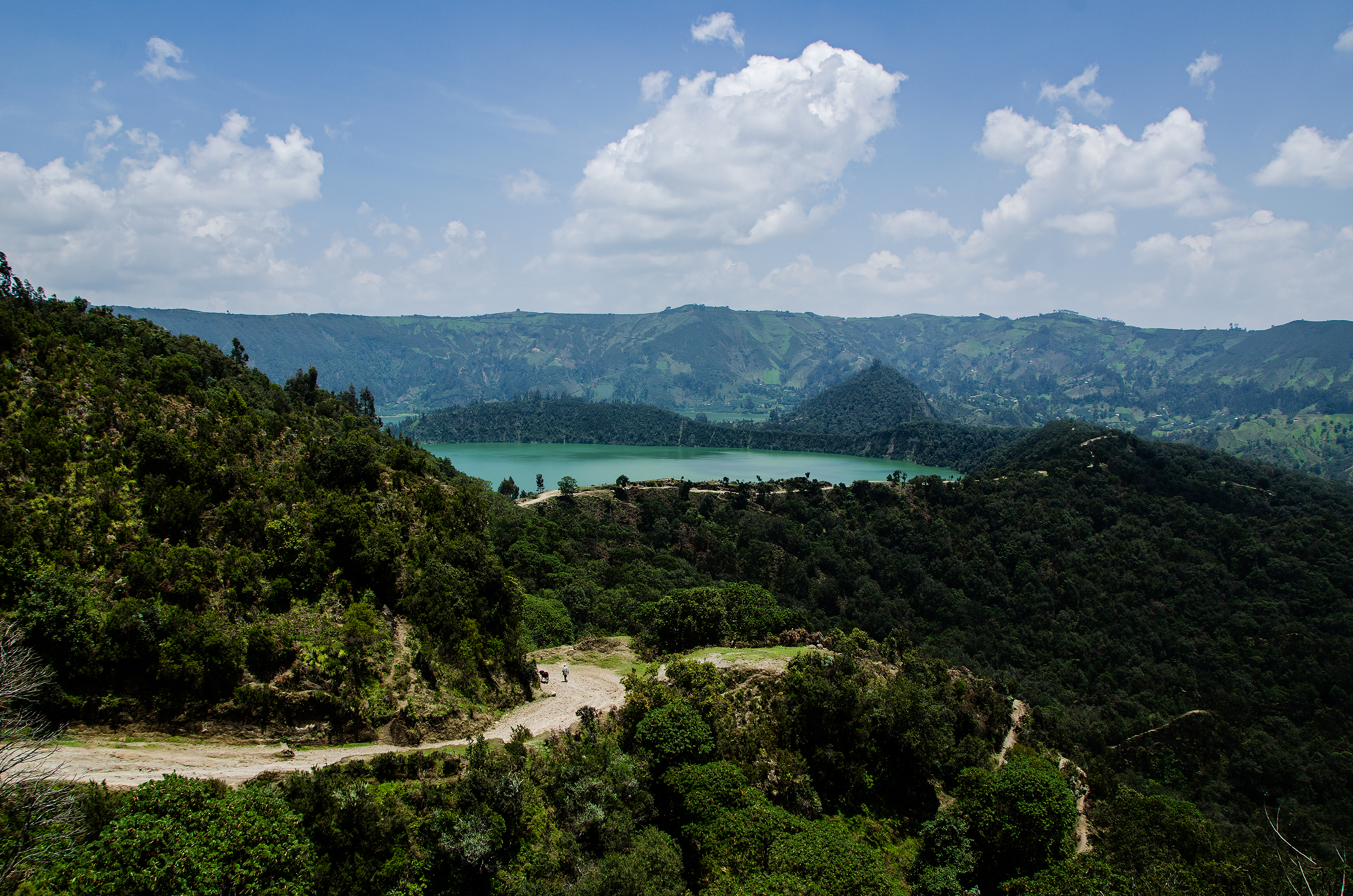

Waliso est une ville et un woreda du centre de l'Éthiopie. Située dans la région Oromia, une centaine de kilomètres au sud-ouest d'Addis-Abeba, elle a 37 878 habitants en 2007 et devient le chef-lieu de la zone Sud-Ouest Shewa lors du transfert de Sebeta dans la zone spéciale Oromia-Finfinnee.

## Noms
Waliso,, dont le nom s'écrit aussi Weliso ou Woliso, s'appelait autrefois Guiyon[réf. souhaitée].

## Démographie
Le recensement national de 2007 fait état pour Waliso d'une population entièrement urbaine de 37 878 habitants.
La majorité de ses habitants (63 %) sont orthodoxes, 19 % sont protestants et 16 % sont musulmans.
En 2022, sa population est estimée à 78 577 personnes avec une densité de population de 6 078 personnes par km2 et 12,93 km2 de superficie.

## Histoire
Waliso est au XXe siècle, sous le nom de Guiyon, la capitale administrative de l'awraja Cheba et Gurage[réf. souhaitée] dans la province du Choa. Elle reste le chef-lieu  du woreda Walisona Goro lors de la réorganisation du pays en régions en 1995.
Rattachée initialement à la zone Ouest Shewa de la région Oromia, elle passe dans la zone Sud-Ouest Shewa et acquiert le statut de woreda au plus tard en 2007.
Seconde ville de la zone Sud-Ouest Shewa derrière Sebeta en 2007, elle en devient le chef-lieu lorsque Sebeta rejoint la zone spéciale Oromia-Finfinnee.